# Dorfkirche Lohm

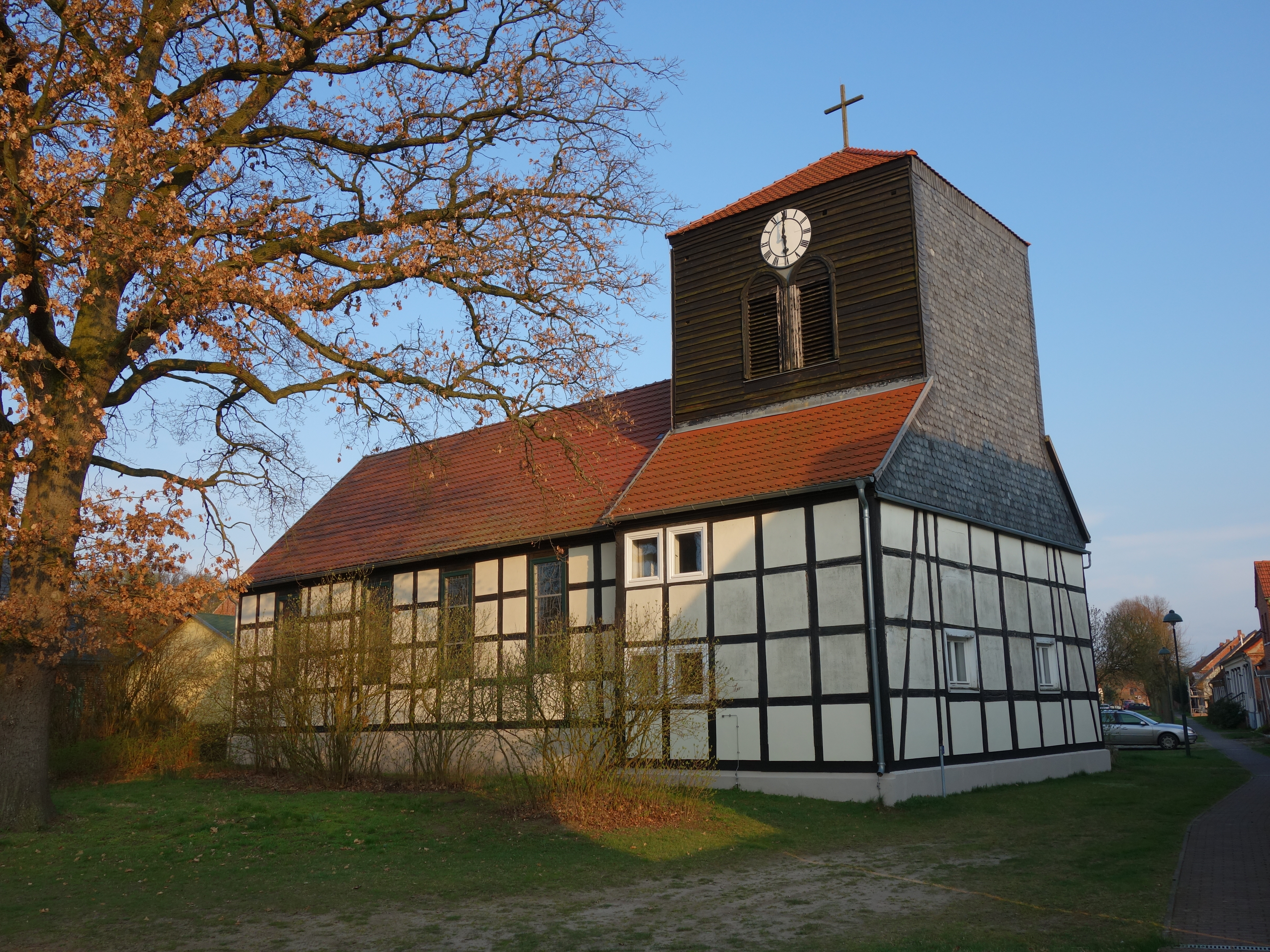
Dorfkirche Lohm

Die evangelische, denkmalgeschützte Dorfkirche Lohm steht in Lohm, einem Gemeindeteil der Gemeinde Zernitz-Lohm im Landkreis Ostprignitz-Ruppin in Brandenburg. Die Kirche gehört zum Pfarrsprengel Zernitz im Kirchenkreis Prignitz der Evangelischen Kirche Berlin-Brandenburg-schlesische Oberlausitz.

## Beschreibung
Die Fachwerkkirche wurde 1828 erbaut. Ihr Langhaus ragt in der Breite über die Grundmauern des Vorgängers hinaus. Der querrechteckige Kirchturm im Westen verjüngt sich oberhalb der Dachtraufe zu einem quadratischen Dachturm, dessen Wände mit Brettern verkleidet sind bzw. dessen Fassade im Westen schiefergedeckt ist. Er beherbergt die Turmuhr und den Glockenstuhl und ist mit einem Pyramidendach bedeckt. 
Im Innenraum ruht er auf zwei Dorischen Säulen. Auf der Empore im Westen steht seit 1993 eine Orgel, die um 1955 ein unbekannter Orgelbauer geschaffen hat. Unter der Empore wurden nachträglich Gemeinderäume durch eine Glaswand abgetrennt. Zur Kirchenausstattung gehört ein Kanzelaltar, der neben der Patronatsloge von Wilhelm von Kröcher steht.